# Борозан, Вуко
Вуко Борозан (серб. Вуко Борозан; род. 9 апреля 1994, Цетине) — черногорский гандболист, выступающий за катарский клуб «Аль-Араби». Лучший спортсмен Черногории 2017 года по версии НОК Черногории.

## Карьера

### Клубная
Вуко Борозан воспитанник клуба ГК Ловчен. В 2012 году Борозан начинает профессиональную карьеру в хорватском клубе ГК Карловац. В январе 2014 года Вуко Борозан переходит в македонский клуб ГК Металург Скопье. В декабре 2014 года Борозан перешёл в немецкий клуб TuS N-Lübbecke. В 2016 году Вуко Борозан перешёл в Вардар.
В конце 2018 года перешёл в «Веспрем».

### Сборная
Вуко Борозан выступает за сборную Черногории. В сборной Черногории Борозан сыграл 8 матчей и забросил 31 гол.

## Награды
- Медаль «За заслуги перед Македонией» (5 июня 2017 года, Македония)[3].

## Статистика
| Сезон   | Клуб           | Лига       | Матчи | Голы   | Голы   | Голы  |
| Сезон   | Клуб           | Лига       | Матчи | С игры | 7-метр | Всего |
| ------- | -------------- | ---------- | ----- | ------ | ------ | ----- |
| 2014/15 | TuS N-Lübbecke | Бундеслига | 20    | 43     | 1      | 42    |
| 2015/16 | TuS N-Lübbecke | Бундеслига | 19    | 72     | 0      | 72    |